# Horta, Açores
Horta là một huyện thuộc Vùng tự trị Açores, Bồ Đào Nha. Huyện này có diện tích 173 km², dân số thời điểm năm 2001 là 15063 người.